# Раздольное (Рязанская область)
Раздольное (Собакино, Красное) — село в Михайловском районе Рязанской области России.
Село находится на р. Проня, недалеко от населённых пунктов Павловка, Самара и Новая деревня.

## История
В 1676 г. отмечается как с. Красное (от слова красный «красивый, прекрасный»).
В источниках XIX — начала XX в. даётся два названия: «Красное, Собакино тож».
Второе название, видимо, было дано по фамилии землевладельца.
В дальнейшем осталось лишь наименование Собакино.
Усадьба основана в первой половине XVII века помещиком А. Д. Есиповым. В последней четверти XVIII веке принадлежала надворному советнику Н. В. Ладыженскому (ум. 1794), женатому на А. И. Гагиной. Далее их дочери В. Н. Ладыженской (г/р 1780). В середине XIX века владел лейтенант в отставке П. С. Ладыженский (г/р 1801), женатый на А. И. Сухотиной. В 1858 году усадьба оставалась во владении рода.
Сохранилась заброшенная Никольская церковь 1790 года в стиле классицизм, построенная Н. В. Ладыженским вместо прежней деревянной, с трапезной второй половины XIX века.
В селе в XVIII—XIX веках так же находилась ныне полностью утраченная усадьба князей Гагариных.
В 1966 году с. Собакино было переименовано в с. Раздольное.

## Население
| 1859 | 1897 | 1906  | 2007 | 2010 |
| ---- | ---- | ----- | ---- | ---- |
| 566  | ↗889 | ↗1274 | ↘96  | ↘50  |